# Kodukkūr
Kodukkūr är en ort i Indien.   Den ligger i distriktet Villupuram och delstaten Tamil Nadu, i den södra delen av landet, 1 900 km söder om huvudstaden New Delhi. Kodukkūr ligger 27 meter över havet och antalet invånare är 3 023.
Terrängen runt Kodukkūr är mycket platt. Runt Kodukkūr är det mycket tätbefolkat, med 1 463 invånare per kvadratkilometer. Närmaste större samhälle är Villianur, 15,8 km sydost om Kodukkūr. Trakten runt Kodukkūr består till största delen av jordbruksmark.